# Óblast de Kaliningrad

Óblast de Kaliningrad

L'óblast de Kaliningrad (en rus Калинингра́дская о́бласть, Kaliningràdskaia óblast), informalment anomenada Iantarni Krai (Янта́рный Край, que significa el Territori d'Ambre) és un subjecte federal i exclavament de Rússia.
L'óblast es troba limitada per Lituània al nord i a l'est, Polònia al sud i la mar Bàltica a l'oest, sense connexió territorial amb la resta de la Federació Russa. És el territori més occidental de Rússia i està voltat per estats que pertanyen a la Unió Europea i l'OTAN. És el cas de Polònia, Lituània, Dinamarca i Suècia. La capital i ciutat principal, que dona nom a l'óblast, és Kaliningrad (antigament coneguda amb el nom alemany de Königsberg), de significança històrica pel seu paper com una de les principals ciutats de Prússia: de fet, fou la capital de l'antiga província germànica de la Prússia Oriental i el bressol del territori prussià. El seu nom, el deu al president Soviet del 1946, Kalinine. A part de Kaliningrad, que té una població de més de 400.000 habitants, les ciutats principals de l'óblast són Txerniakhovsk i Sovetsk (l'antiga Tilsit), totes dues amb més de 40.000 habitants.
El 70% de la població és russa, mentre que la resta és majoritàriament belarussa, ucraïnesa o lituana. També hi viuen polonesos, alemanys o armenis, entre d'altres, però en un nombre bastant més minoritari.
En l'àmbit econòmic, l'óblast està lligada a St. Petersburg i viu dels boscos, dels quals extrau paper i fusta que després comercialitza. També viu de l'electrònica, però sobretot del petroli i la pesca. Kaliningrad posseeix 10 milions de tones de petroli, gestionades per l'empresa Lukoïl. La importància del petroli és tan rellevant per a l'economia de la zona, com dels seus voltants, que la capital, Kaliningrad, és anomenada popularment la Lukoil-City. A nivell pesquer, l'óblast posseeix la segona flota pesquera de Rússia, a més de 3 ports pesquers no menyspreables. D'altra banda, cal remarcar que també s'hi viu del turisme. Primerament, el fet d'haver pertangut durant molt de temps a Alemanya en tant que Prússia fa de la zona tota una illa de vestigis. Seria el cas, per exemple, de la tomba del filòsof Kant. En segon lloc, l'óblast alberga el parc natural Cordó dels Coues, reconegut patrimoni de la humanitat per la UNESCO.
Durant l'URSS fou un indret estratègic militarment i geopolíticament parlant. Això es deu al fet que la mar Bàltica que l'envolta seria l'única zona de Rússia sense glaç. Així, i després del tractat de Varsòvia, la zona es va convertir en l'indret d'afrontament dels dos blocs de la Guerra Freda. Rússia hi va establir una zona militar, la Flota del Bàltic, amb més de 100.000 homes. Amb la caiguda del bloc soviètic i, per tant, amb la fi de la Guerra Freda, Kaliningrad perd tot aquest interès geopolític. Primerament, perquè Rússia passa el territori sota control de St. Petersburg com una regió pertanyent a l'estat federal. En segon lloc, perquè els conflictes existents ja no tenen raó de ser i la zona, econòmicament parlant, no té cap mena d'interès, malgrat tots els recursos que té en possessió seva, com ja s'ha esmentat. De fet, en aquest sentit, s'ha de comentar que els homes de la flota establerta a la capital van passar a ser 10.000 en acabar la guerra, i que avui en dia es parla de Kaliningrad fins i tot amb l'expressió "petita rússia".
Ara bé, l'any 2004, amb l'adhesió de Lituània a la Unió Europea, l'óblast esdevé, novament, centre de conflictes. El motiu és l'aplicació dels acords de Schengen. És a dir, amb la incorporació de Lituània a la UE, Kaliningrad queda totalment aïllada de Rússia. Els habitants es troben, de cop, envoltats de països membres que potencien la lliure circulació de persones entre ells, però no amb la resta d'estats no membres. Lituània era, de fet, l'únic indret per on els habitants de Kaliningrad podien passar, ja que és l'únic país que té habilitades carreteres i trens per arribar a la primera ciutat russa després de Belarús, Pskov. Rússia, per la seva banda, veu a partir del 2001 un problema important el fet d'aplicar els acords de Schengen, ja que Polònia i Lituània havien de posar en marxa visats perquè els kaliningrads poguessin passar de l'altra banda. Del costat de Kaliningrad la situació no tenia sentit, des d'un cert punt de vista, ja que es desplaçaven cap al seu propi país. Rússia veu ben aviat en aquests visats, la crescuda de moviments separatistes amb intencions d'autodeterminar-se. Tot un perill per les altres federacions russes que també tenen aquest desig al cap. El 2002, la Unió Europea proposa l'establiment d'una espècie de visat, és a dir, un document d'identitat transitori, gratuït o de baix preu per tal que aquest problema es resolgui. Rússia accepta.
Tanmateix, la zona ha seguit sent un mal de cap per a la Unió Europea d'ençà l'entrada de Polònia i de Lituània dins la UE. Prenent com a exemple el Producte Nacional Brut, s'entén fàcilment el perquè. La zona és pobre econòmicament parlant i la UE té por que es converteixi en un nucli de trànsit de drogues, armes, prostitució… cap a Polònia i Lituània. I més, si tenim en compte dos aspectes. Primerament, des del 1990 les autoritats locals han decidit obrir-se econòmicament a l'exterior de manera a potenciar l'economia. Això ha fet, en segon lloc, que lands alemanys, Polònia, Lituània, Dinamarca i Suècia hagin començat a cooperar-hi. L'empresa BMW, fins i tot, hi va instal·lar el 2004 una línia d'assemblatge de cotxes que havien d'anar cap a Rússia. L'objectiu per a les autoritats locals és convertir l'óblast en una espècie de Hong Kong bàltica.
Així, la zona és avui en dia un seguit d'elements que tant Rússia com la Unió Europea han de tenir en consideració, si volen estabilitat als voltants. Entre els escenaris que es plantegen per arribar a aquesta estabilitat, hi ha el de la concessió de més autonomia. Tanmateix, aquest seria un escenari poc factible vist que Rússia no li ho permetria. Un altre seria la transformació de l'óblast en una espècie de doble perifèria econòmica. Doble, perquè seria perifèria per Rússia, però també per la Unió Europea. Ara bé, l'escenari aïllaria Kaliningrad cosa difícilment acceptable per les autoritats locals i els habitants mateixos. Finalment, l'escenari més plausible és el d'un acord europeu amb Rússia.